# フラワーズ・オブ・シャンハイ
『フラワーズ・オブ・シャンハイ』（原題：海上花、英題：Flowers of Shanghai）は、1998年に制作された台湾・日本合作映画。

## 概要
清末の章回小説『海上花列伝』を映画化した作品。外景はなく、全て室内で展開され、ほぼ1シーン1ショットで撮られている。スター俳優の起用など、ホウ・シャオシェン監督としては異色作。
ほとんど全編が上海語だが、トニー・レオンと羽田美智子の会話は広東語で行われている。役者は演技に集中させたいという監督の意向で、羽田の台詞は言語の長さに合わせた日本語で話され、上海出身のポーリン・チャンが吹き替えを行った。
カイエ・デュ・シネマ誌の選ぶ年間ベストテンで、1998年の1位に選ばれた。
4Kデジタルリマスター版が2019年の第20回東京フィルメックスで世界初上映、2021年に「台湾巨匠傑作選2021」で劇場初上映された。

## キャスト
- 王蓮生：トニー・レオン
- 沈小紅：羽田美智子
- 黄翠凰：ミシェール・リー
- 周双珠：カリーナ・ラウ
- 羅子富：ジャック・カオ
- 張蕙貞：ウェイ・シャホェイ
- 黄二姐：レベッカ・パン
- 諸金花：伊能静

## スタッフ
- 監督・エグゼクティブプロデューサー：ホウ・シャオシェン（侯孝賢）
- 原作：韓子雲、チャン・アイリン『海上花列伝』
- 脚本：チュー・ティエンウェン（朱天文）
- 撮影：リー・ピンビン（李屏賓）、チェン・ホアイエン（陳懐恩）
- 美術：ホワン・ウェンイン（黄文英）
- 編集：リャオ・チンソン（廖慶松）
- 音楽：半野喜弘
- 協力製作：月野木隆
- 製作：ヤン・タンクェイ、市山尚三